# Sisymbrium laciniosum
Sisymbrium laciniosum är en korsblommig växtart som beskrevs av Rodolfo Amando Philippi. Sisymbrium laciniosum ingår i släktet gatsenaper, och familjen korsblommiga växter. Inga underarter finns listade i Catalogue of Life.